# 梁順任
梁 順任（ヤン・スニム, Yang Sun-im）は、韓国の従軍慰安婦への日本からの補償に取り組む活動家。太平洋戦争犠牲者遺族会（태평양전쟁희생자유족회）会長。元「従軍慰安婦」金学順に関する朝日新聞記事を書いた、植村隆の義母である。

## 来歴
1989年に太平洋戦争犠牲者遺族会の会長に就任。1991年12月6日から2004年11月29日にかけて、慰安婦に対する賠償を日本政府に求めたアジア太平洋戦争韓国人犠牲者補償請求事件（最高裁判所にて原告の敗訴）を主導した。
2010年に「対日民間請求権訴訟団」を結成し、「1900～30年代に生まれた人の遺族なら補償金を受け取れる」として会員を集め、2011年までに約3万人から弁護士費用などの名目で15億ウォンをだまし取った罪で起訴されたが、ソウル高等法院は「（遺族をだまそうとしたわけでなく）むしろ（会員）募集担当者に実際の被害者だけを対象に合法的な募集活動をするよう働きかけていた」として無罪判決を下した。
2014年9月15日、「日本政府が河野談話に関連し真実を歪曲しているため、映像の一部を公開する」として、河野談話成過程で行われた聞き取り調査の様子を収めた映像の一部を公開し、国連に映像を報告し、国際社会に広く知ってもらうと宣言し、残りの映像についても日本政府の態度次第で段階的に公開する方針であると記者会見を通じて発表した。4月16日、菅義偉官房長官は記者会見で「一部だけを公開したことは理解に苦しむとともに大変遺憾だ」と不快感を示した。